# Richmond Darko
Richmond Darko (* 22. Dezember 2002) ist ein ghanaischer Fußballspieler.

## Karriere
Richmond Darko erlernte das Fußballspielen in der Jugend von Tema Youth im nigerianischen Tema. Seinen ersten Vertrag unterschrieb er Ende August 2023 beim Erstligisten FC Samartex 1996. Für den Verein aus Tarkwa bestritt er 47 Ligaspiele sowie drei Spiele in der CAF Champions League. Im Sommer 2025 zog es ihn nach Asien. Hier unterschrieb er in Thailand einen Vertrag beim Erstligisten Muangthong United.